# Universitat de Roma II
La Universitat de Roma Tor Vergata és la segona universitat de la capital per la data de fundació (1982), per tant és també coneguda com la Universitat de Roma II, o simplement Segona Universitat.
L'actual rector és Giuseppe Novelli, professor de Genètica clínica de la Facultat de Medicina i Cirurgia, escollit a l'octubre de 2013 per un període de sis anys, fins al 2019.
Malgrat la seva curta edat, la universitat ja ha arribat a uns estàndards de qualitat d'alt nivell, tant a Itàlia com a Europa.
A l'any acadèmic 2013/2014, la Universitat compta amb sis facultats: Economia, Dret, Medicina, Literatura i Filosofia, Matemàtica, Física i Ciències Naturals, Enginyeria. Compta amb 114 programes actius de pregrau, 144 classes de màster, 41 escoles de postgrau, 31 cursos de doctorat. Cada any, la Universitat ofereix 554 beques Erasmus, 75 beques de Leonardo i 41 beques de «col·locació», i es dota amb 475 col·laboracions d'estudiants i 1000 estances. Les residències universitàries poden allotjar fins a un total de 1.500 persones.
Les seus de les facultats es distribueixen en un gran campus al voltant de 560 hectàrees entre el Grande Raccordo Anulare, i costat sud de l'autopista del Sole i el Castelli Romani.

## Història
El nom de Tor Vergata era el donat a una finca de la campanya romana situada entre els carrers Tuscolana i Casilina i es referiria al fet que la torre en qüestió de la residència va ser construïda en bandes alternes de maó i tova,(dit «vergata»). Avui no queda res de Tor Vergata, de la finca i el poble confrontant, que havia d'estar situada on avui s'aixeca la Villa Gentile, a l'interior del campus, en la via Columbia. La primera menció històrica del nom apareix a una escriptura notarial del 1361.
La Universitat es configura com una segona universitat estatal a Roma amb la llei núm. 771 de 22 de novembre 1972, que també dona el primer mode de realització del campus universitari.
Un projecte de llei S. 1596/1971 es va presentar durant la VI Legislatura al Senat d'Itàlia. Els primers signants van ser Giovanni Pieraccini, Alberto Cipellini i Mario Vignola del Partit Socialista Italià, i aprovat per unanimitat per les Comissions VII i VIII permanents reunides durant la deliberació del 7 de desembre de 1971. Tanmateix, l'acabament anticipat de la legislatura va tallar el procés legislatiu, i a la VII Legislatura es van presentar al Senat dos projectes de llei idèntics S. 58, signats pels mateixos senadors socialistes Pieraccini, Cipellini, Vignola i d'altres, i el S. 141 signat pels senadors demòcrates Franca Falcucci, Giovanni Spagnolli, Nicola Signorelli i d'altres. Els dos projectes de llei van ser aprovats novament per unanimitat i el text unificat per les Comissions reunides VII i VIII el 3 d'agost de 1972, i el document va ser enviat a la Cambra dels Diputats el 7 d'agost de 1972 amb el nom D. 711.

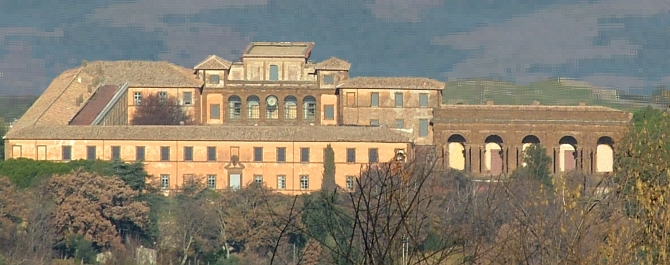
Villa Mondragone

El 1980, la Universitat va procedir a la compra de la seva primera seu, un gran edifici en la Romanina amb vistes al Gran Raccordo Anulare, seu del Rectorat i de la Facultat de Dret (2014). L'edifici d'uns 20.000 metres quadrats, era propietat d'una companyia dirigida per Enrico Nicoletti. El mateix edifici va ser revenut per la universitat l'any 2006 per un import de 28 milions d'euros per finançar la construcció de noves instal·lacions al nou campus.
Les activitats educatives de la Universitat en tot cas, es van iniciar en 1982, amb les facultats d'Enginyeria, Dret, Medicina, Ciències i Lletres. Ja des de 1981, la Universitat també havia comprat la seu del prestigiós Centre de convenccions Villa Mondragone, un edifici amb una arquitectura de les més belles que es troba entre els monuments del Tusculum, situat al territori de Monte Porzio Catone.
L'any 1987 es va crear la Facultat d'Economia.

### La capella de la universitat
A l'interior del campus, en via Columbia, es troba la capella de la Universitat dedicada a Sant Tomàs d'Aquino. Va ser construïda el 2002 per l'arquitecte Vittorio De Feo, en col·laboració amb l'arquitectessa Maria Grazia D'Amelio i l'enginyer Franco Maceri. La construcció conté nombroses cites i referències al món del barroc romà, des de les estàtues d'àngels –còpies dels àngels de Bernini en el Ponte Sant'Angelo– al revestiment amb marbre travertí. Aquest últim es va realitzar amb lloses de diferents pedreres, a efectes d'obtenir una variada tonalitat de colors. La pastoral de la universitat catòlica està activa en les estructures de la capella.